# Markayankottai
Markayankottai is een panchayatdorp in het district Theni van de Indiase staat Tamil Nadu. 

## Demografie
Volgens de Indiase volkstelling van 2001 wonen er 5.829 mensen in Markayankottai, waarvan 50% mannelijk en 50% vrouwelijk is. De plaats heeft een alfabetiseringsgraad van 66%. 